# Țechinovca, Iampol
Țechinovca (în ucraineană Цекинівка, transliterat: Țekînivka) este o comună în raionul Iampol, regiunea Vinița, Ucraina, formată numai din satul de reședință.

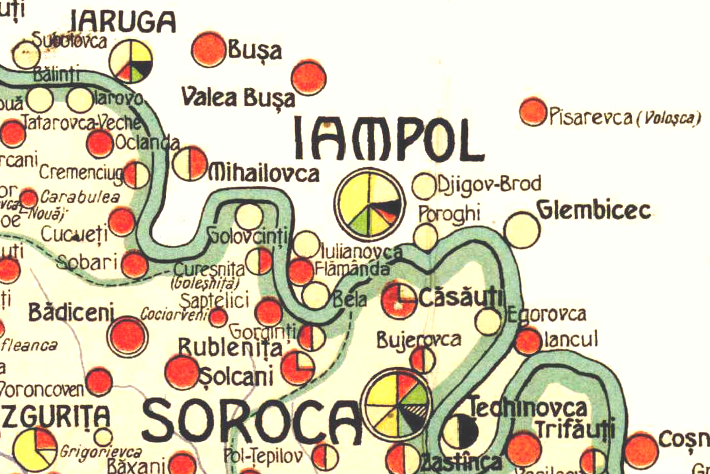
Țechinovca vizavi de Soroca, pe o secțiune a hărții etnografice a Basarabiei din 1918, de Alexis Nour.

## Demografie
Componența lingvistică a satului Țechinovca
     Ucraineană (90,1%)
     Rusă (5,63%)
     Română (4,06%)
     Alte limbi (0,2%)
Conform recensământului din 2001, majoritatea populației satului Țechinovca era vorbitoare de ucraineană (90,1%), existând în minoritate și vorbitori de rusă (5,63%) și română (4,06%).